# Lkáň
Lkáň là một làng thuộc huyện Litoměřice, vùng Ústecký, Cộng hòa Séc.